# Berkeley Square (TV-serie)
Berkeley Square eller Flickorna på Berkeley Square (engelska: Berkeley Square) är en brittisk tv-serie från 1998. Serien utspelar sig år 1902 och handlar främst om tre unga kvinnors liv: Matty, Hannah och Lydia. De är alla tre anställda som barnflickor i olika förmögna familjer som har råd att bo på den exklusiva adressen Berkeley Square i Londons West End. Serien visades på SVT 1998, med start den 15 juli.
De tre unga kvinnorna är i samma ålder men har i övrigt helt olika personligheter, bakgrund och förutsättningar för att hantera sina arbeten, i familjer som under den förnäma och välordnade ytan alla har sina problem:
- Matty är från Londons East End och är en mycket ordentlig, praktisk och ambitiös ung kvinna som jobbat sig upp för att kunna arbeta i Londons finaste familjer. För Matty har allting sin rätta plats, men livet är nu en gång inte fullt så enkelt. Vilket hon får lära sig på sin nya arbetsplats.
- Hannah har flytt med sin lilla son från Yorkshire i nordöstra England, till London sedan fadern till barnet tragiskt omkommit. Hon blev då lovligt byte både för hans adliga familj som vill tysta ner skandalen och byborna som är upprörda av hennes lösa beteende, då paret inte var gifta. Hennes kamp för ett bra liv för sig och sin son Billy är dock inte över för det.
- Lydia är en ganska naiv bondflicka från Devon i sydvästra England, som får chansen till ett bättre liv inne i huvudstaden där hon får lära sig allt om hur man beter sig i ett sofistikerat hushåll, vilket inte är helt enkelt att förstå för en oinvigd.

## Avsnitt
1: Pretty Maids All in a Row
Matty, Hannah och Lydia blir alla anställda som barnflickor i förnäma hem vid Berkeley Square. Matty tar hand om Tom, Harriet och Imogen St. John. Hannah tar hand om Bertie och Charles Hutchinson och Lydia tar hand om Ivo Lamson-Scribener. Paret St. John har äktenskapliga problem, de lever närmast som främlingar och Victoria har en relation med en annan man, något som grannskapet skvallrar om. Familjen Hutchinsons hem är ett hem helt utan värme och närhet, här existerar bara en kylslagen och sorglig distans, så även i barnkammaren. Familjen Lamson-Scribener är mannen i husets andra familj och den vuxne sonen har stora problem med faderns nya fru och känner sig undanskuffad. Det är ett hushåll som slits mellan de gamla värdena och de nya, som den amerikanska yngre frun medför, vilket är svårt för de som är kvar i gamla tankebanor att acceptera. Allt detta får de nya barnflickorna hantera och parera bäst de kan.
2: Hide And Seek
Hannah blir mer bekant med barnen och Simmons, den senare sprider en otrevlig stämning runtomkring sig.
Matty får skulden för allt möjligt som går fel i St. Johns hushåll.
Lydia vinner alltmer respekt i sitt arbete och får förtroendet att själv gå ut och gå med baby Ivo i parken.
3: Ladybird, Ladybird
Hannahs sons farmor vill helt plötsligt ha sitt barnbarn och erbjuder 500 pund för att Hannah ska släppa honom. Lydia hjälper Lord Lamson-Scribener genom att laga mat vid firandet av kung Edward VIIs kröning. Matty och den nya betjänten dras alltmer till varandra, men vad hon inte vet är att han är efterlyst för mord.
4: All on a Summer's Day
Isabel Hutchinson och tant Effie flyttar in hos Hutchinsons för att ansvara för hushållet när föräldrarna reser bort under en längre tid. Alla nannys åker på en picknick på landet tillsammans med Mattys bror Jack och Ned. Victoria St. John planerar att ta emot sin älskare medan huset är tomt, men en överraskande visit stör deras planer.
5: A Pocket Full of Posies
Hannah oroar sig för den tyfusepidemi som sprider sig i kvarteren där hennes son är inhyst hos fru Bronowski. Lydias flirtande med Lord Hugh ställer till allt mer problem i huset. Matty och Ned bestämmer sig för att ta en promenad i parken tillsammans.
6: When the Bough Breaks
Hannah upptäcker att baby Charles har dött i sin spjälsäng under natten, Simmons grips av panik. Bertie föreslår att Hannah byter ut den döde lille Charlie mot sin egen baby Billy, och till slut ger hon efter och lämnar Charlie hos fru Bronowski och tar med sig Billy till jobbet. Matty som har hjälpt Hannah att passa Bertie under tiden får nu reda på Hannahs hemlighet och blir upprörd och besviken. Ned tröstar henne och de kysser varandra, de avbryts när polisen knackar på dörren. Matty får nu reda på Neds sanna identitet och vad han är efterlyst för, hon blir förstörd efter att ha litat på honom.
7: Gone a'Hunting
Familjerna åker ut på landet på en jaktutflykt, Tom som blir väldigt stressad när han tvingas vara med och jaga råkar skjuta sin far. Lydia kan äntligen hälsa på sin familj, men det är inte detsamma när hon är där som gäst.
8: Who Killed Cock Robin?
Hannah förklarar alla omständigheter kring sin son Billys födelse, Charlies död och varför hon bytte plats på dem, Matty förlåter henne och lovar att stötta henne. Lord Hugh hotar att se till att vräka Lydias familj om hon inte säger upp sig. Charlies döda kropp hittas nedgrävd i fru Bronowskis trädgård och hon grips. Tom St. John plågas av vad han har råkat göra och han får snart känna på konsekvenserna. Ned försöker få Matty att tro på honom igen, men han möter på ytterligare svårigheter efter att hon fått reda på fler saker han har gjort. Kapten Mason uppvaktar Isabel, till hennes stora glädje och Victoria St. Johns stora sorg.
9: Wednesday's Child
Fru Bronowski blir förhörd om babyns död, när hon inte kan uppge en trovärdig historia så misstänks hon för mord. Hannah försöker rentvå fru Bronowski men lyckas inte, polisen finner också spår av gift och de har då sin bild klar. Polisen är i kapp Ned, tack vare ett tips, och han tar värvning i armén under falskt namn för att undvika att bli arresterad. Matty som nu förlåtit Ned, ger sin bror i uppdrag att undersöka om han kan rentvå honom. Tant Effie är upprörd över Isabels relation med kapten Mason, snart avslöjas också deras förlovning och Victoria St. Johns hjärta är krossat. Lord Hugh sänds iväg efter all skada han har orsakat sin familj och dess hushåll.
10: I, Said the Sparrow
Tant Effie försöker förhindra Isabels och kapten Masons giftermål, men Isabel har en plan på hur hon ska övertyga sin tant. Fru Bronowski åtalas för "mordet" på Billy Randall (Charlie), som egentligen orsakades av någon helt annan. Hannah gör allt för att rädda henne trots att hon riskerar sitt eget liv. Hannah slits mellan alla intriger hon tvingats delta i sedan hon kom till Berkeley Square och säger till Matty; Och jag som alltid trodde att barnflickor levde ett stillsamt liv. Nanny Collins är nedstämd efter Lord Hughs bedrövliga beteende och Lydia försöker få henne på bättre humör, samtidigt som Fowler börjar bete sig lite märkligt mot henne. Mattys bror Jack kämpar för att få vittnen att träda fram och säga vad som egentligen hände vid slagsmålet som Ned var med i. Ned blir rentvådd från anklagelserna mot honom, men sänds istället med sitt regemente till Somaliland och Matty och han skiljs ändå från varandra. Men först marscherar regementet genom staden och tar ett ärofullt farväl, alla vid Berkeley Square samlas på gatan utanför för att ta avsked, förhoppningsvis inte för alltid.

## Rollista i urval
Lamson-Scribeners hushåll
- Tabitha Wady - Lydia Weston
- Rosemary Leach - Nanny Collins
- Rupert Frazer - Lord George Lamson-Scribener
- Briony Glassco - Lady Constance Lamson-Scribener
- Nicholas Irons - Lord Hugh Lamson-Scribener
- Peter Forbes - Fowler
- Maurice Yeoman - Gibbons

Hutchinsons hushåll
- Victoria Smurfit - Hannah Randall
- Sophie Walker - Isabel Hutchinson
- Rosalind Knight - Tant Effie
- Ruth Sheen - Nanny Simmons
- Adam Hayes - Bertie Hutchinson
- David Harries - Bowles

St. Johns hushåll
- Clare Wilkie - Matty Wickham
- Jason O'Mara - Ned Jones
- Hermione Norris - Victoria St. John
- Sean Murray - Arnold St. John
- Kate Williams - Fru McClusky
- Maggie McCarthy - "Cook"
- Amy Hodge - Pringle
- Roland MacLeod - Potter

Övriga
- Etela Pardo - Fru Bronowski
- William Scott-Masson - Kapten Harry Mason
- Stuart Laing - Jack Wickham
- Shaun Prendergast - Detektiv Pearson
- Judy Parfitt - Lady Harmonsworth

## DVD
Serien finns utgiven på DVD i Storbritannien.